# Mersin
Cet article possède un paronyme, voir Mesrine.
Mersin, ou Mersine, est une ville de Turquie, préfecture de la province du même nom (ancienne province d’İçel), située au bord de la mer Méditerranée ; la ville compte en 2007 1 056 331 habitants, dont une importante communauté kurde.
Son économie est principalement basée sur les activités portuaires et le raffinage du pétrole.
Müfide İlhan y fut la première femme maire de Turquie, de 1950 à 1951.
Les anciennes provinces de Mersin (créée en 1924) et d’İçel fusionnèrent en 1933 sous le nom de province d’İçel, qui reprit le nom de province de Mersin en 2002.

## Arrondissements(ilçe)de Mersin
Les arrondissements de la province de Mersin sont : Anamur, Aydıncık, Bozyazı, Çamlıyayla, Erdemli, Gülnar, Mut, Silifke, Tarse.

## Histoire
Le site est occupé depuis dix millénaires au moins : les fouilles menées par John Garstang sur la colline de Yumuktepe ont mis en évidence 23 niveaux d'occupation successifs, le plus ancien remontant à 6300 av. J.-C. Les premières fortifications remontent, elles, à 4500 av. J.-C. ; enfin le site semble avoir été déserté entre les campagnes d'Alexandre et la guerre des Diadoques.
La ville doit son nom à un genre de myrthe, un aromate de la famille des Primulaceae : la Myrsine (grec Μυρσίνη) que l'on trouve en abondance dans les environs. Le voyageur ottoman Evliya Çelebi indique aussi dans son Livre des voyages qu'il y avait là au XVIIe siècle un clan du nom de Mersinoğulları (les fils de Mersin).
Dans l'Antiquité, ce port était connu sous les noms de Zephyrion ou Zephyrium.
Mersin a fait partie successivement des empires Hittite et phrygien, du royaume de Lydie, de l'Empire perse, et de l'Empire séleucide : plusieurs auteurs hellénistiques citent Zephyrion (Ζεφύριον) comme un port occupant une position stratégique le long des routes commerciales de Lydie. Cette cité, qui battait sa propre monnaie, prospéra grâce au trafic du plomb blanc extrait des mines voisines de Corcyre.
Sous l'Empire romain, elle prit le nom d'Hadrianopolis en hommage à l'empereur Hadrien. À la mort de l'empereur Théodose Ier (395 ap. J.-C.), elle se trouve port de l'Empire byzantin et devient chef-lieu d'un diocèse du Patriarche d'Antioche. Le Quien cite quatre évêques de Zephyrium : Ærius, qui assista au premier concile de Constantinople en 381 ; Zénobe le Nestorien, auteur d'une lettre contre la déposition de l'évêque Meletius de Mopsueste par le patriarche Jean d'Antioche (429–441) ; Hypatius, qui assista au concile de Chalcédoine en 451 ; et Pierre, présent au concile de Trullo (692).
Conquise par les Arabes au VIIe siècle, elle fut rattachée au Sultanat de Roum.
- Émirat des Karamanides
- Empire mongol
- Empire timouride
- Empire ottoman
- République de Turquie

## Patrimoine
- Musée naval de Mersin
- Grottes de Morca, qui abritent la troisième grotte la plus profonde de Turquie avec 1,3 kilomètre de profondeur[6]

## Culture
- Le silifke est une danse folklorique locale, dans lequel le danseur utilise des cuillères.

## Sport
En juin-juillet 2013, la ville héberge les 17es Jeux méditerranéens, notamment dans le Nouveau stade de Mersin.
En décembre 2020, la ville accueille les Championnats d'Europe de gymnastique artistique féminine.

## Personnalités liées à la ville
- Nurser Öztunalı (1947-1999), architecte et féministe.
- Atıf Yılmaz (1925-2006), réalisateur, scénariste et producteur.
- Nevin Yanıt (1986-), athlète.
- Macit Özcan (1954-), ancien maire de Mersin (1999-2014).
- Cemal Mersinli (1875-1941), militaire et homme politique.
- Ahmet Kireççi (1914-1979), lutteur.
- Anton Christoforidis (1917-1985), boxeur grec, né en Turquie.
- Ayberk Pekcan (1970-2022), acteur.
- Emre Demir (2004-), footballeur turc